# Берндейл (Пенсільванія)
Берндейл (англ. Byrnedale) — переписна місцевість (CDP) в США, в окрузі Елк штату Пенсільванія. Населення — 382 особи (2020).

## Географія
Берндейл розташований за координатами 41°17′36″ пн. ш. 78°29′52″ зх. д. / 41.29333° пн. ш. 78.49778° зх. д. (41.293307, -78.497663).  За даними Бюро перепису населення США в 2010 році переписна місцевість мала площу 3,24 км², з яких 3,24 км² — суходіл та 0,00 км² — водойми.

## Демографія
Згідно з переписом 2010 року, у переписній місцевості мешкало 427 осіб у 175 домогосподарствах у складі 115 родин. Густота населення становила 132 особи/км².  Було 194 помешкання (60/км²).
Расовий склад населення:
| - 96,0 % — білих - 0,5 % — азіатів - 0,2 % — чорних або афроамериканців |

До двох чи більше рас належало 3,3 %. Частка іспаномовних становила 0,0 % від усіх жителів.
За віковим діапазоном населення розподілялося таким чином: 21,8 % — особи молодші 18 років, 60,4 % — особи у віці 18—64 років, 17,8 % — особи у віці 65 років та старші. Медіана віку мешканця становила 43,8 року. На 100 осіб жіночої статі у переписній місцевості припадало 97,7 чоловіків;  на 100 жінок у віці від 18 років та старших — 102,4 чоловіків також старших 18 років.
Середній дохід на одне домашнє господарство  становив 52 410 доларів США (медіана — 46 250), а середній дохід на одну сім'ю — 58 062 долари (медіана — 65 179). За межею бідності перебувало 32,8 % осіб, у тому числі 52,2 % дітей у віці до 18 років та 0,0 % осіб у віці 65 років та старших.
Цивільне працевлаштоване населення становило 214 осіб. Основні галузі зайнятості: виробництво — 48,1 %, роздрібна торгівля — 13,1 %, освіта, охорона здоров'я та соціальна допомога — 9,3 %, мистецтво, розваги та відпочинок — 8,4 %.